# Rineloricaria misionera
Rineloricaria misionera es una especie de peces de la familia Loricariidae en el orden de los Siluriformes.

## Morfología
Los machos pueden llegar alcanzar los 9,74 cm de longitud total.

## Distribución geográfica
Se encuentra en la Argentina: cuencas de los ríos  Paraná y  Uruguay.